# Десмит, Кейси
Кейси Десмит (англ. Casey DeSmith; 13 августа 1991, Рочестер) —  американский хоккеист, вратарь клуба «Даллас Старз» и  сборной США.

## Карьера

### Юношеская и студенческая
На юниорском уровне выступал за команду «Индиана Айс», за которую он провёл 64 игры и оформил 3 шатаута.
На студенческом уровне играл за команду Нью-Гэпширского университета; за эту команду он провёл три сезона. По итогам сезона 2011/12 он был включён в команду новичков.

### ECHL и AHL
В июне 2015 года подписал контракт с клубом «Уилинг Нэйлерз», выступающим в ECHL. Проведя за команду 13 игр, он установил рекорд по показателям.
В январе 2016 года был отдан в аренду в «Уилкс-Барре/Скрэнтон Пингвинз»;играя за команду он показывал высокие проценты отражённых бросков. В июле тоже года он подписал контракт с этой командой. По итогам сезона он и его партнёр по команде Тристан Джарри получили приз Гарри (Хэп) Холмс Мемориал Эворд, который вручается лучшему по коэффициенту надёжности вратарю.

### НХЛ
1 июля 2017 года подписал однолетний контракт с «Питтсбургом». В сезоне 2017/18 он провёл 13 игр, он дважды вызывался из «Скрэнтон Пингвинз», заменяя травмированного Мэтта Мюррея.
11 января 2019 года он подписал новый трёхлетний контракт с клубом. Став постоянным дублёром Тристана Джарри, он набирал рекорды по процентам сейвов и по количеству отражённых бросков в одном матче.
5 июля 2022 года подписал с командой новый двухлетний контракт.
6 августа 2023 года Десмит был обменян в «Монреаль Канадиенс» в рамках трёхстороннего обмена через «Сан-Хосе Шаркс». Вскоре после этого, 19 сентября, «Монреаль» в свою очередь обменял его в «Ванкувер Кэнакс» на Таннера Пирсона и выбор в третьем раунде драфта 2025 года.
1 июля 2024 года в качестве свободного агента подписал трёхлетний контракт с «Даллас Старз» на сумму $3 млн.

### Международная
Играл за сборную США на ЧМ-2023 в качестве основного вратаря; на турнире американцы заняли четвёртое место, уступив в матче за бронзовые медали сборной Латвии в овертайме со счётом 4:3.

## Обвинение в домашнем насилии
В сентябре 2014 года был арестован по обвинению в насилии над своей бывшей девушкой, из-за чего был отчислен из команды. Он признал свою вину и был приговорён к штрафу в размере 124 долларов и году испытательного срока; оставшуюся часть сезона он нигде не играл.